# Strachovice (Stráž)
Strachovice jsou malá vesnice, část městyse Stráž v okrese Tachov v Plzeňském kraji. Nachází se asi 5,5 kilometru jihovýchodně od Stráže. Strachovice leží v katastrálním území Strachovice u Bernartic o rozloze 3,24 km². Vesnice stojí na jihovýchodním okraji přírodního parku Valcha.

## Historie
První písemná zmínka o vesnici pochází z roku 1379.

## Obyvatelstvo
| Rok            | 1869 | 1880 | 1890 | 1900 | 1910 | 1921 | 1930 | 1950 | 1961 | 1970 | 1980 | 1991 | 2001 | 2011 | 2021 |
| -------------- | ---- | ---- | ---- | ---- | ---- | ---- | ---- | ---- | ---- | ---- | ---- | ---- | ---- | ---- | ---- |
| Počet obyvatel | 113  | 111  | 114  | 124  | 115  | 121  | 114  | 83   | 82   | 88   | 91   | 75   | 68   | 54   | 57   |
| Počet domů     | 23   | 23   | 23   | 24   | 20   | 21   | 22   | 22   | 22   | 19   | 21   | 20   | 20   | 21   | 22   |

## Obecní správa
Při sčítání lidu v letech 1850–1960 Strachovice byly samostatnou obcí v okrese Tachov. V letech 1961–1979 byly částí obce Bernartice v okrese Tachov. Od 1. ledna 1980 jsou částí městyse Stráž v okrese Tachov.